# Kranzelreiten
Das Kranzelreiten in Weitensfeld im Gurktal ist eines der ältesten Brauchtumsfeste in Kärnten. Die an Pfingsten stattfindende Veranstaltung, die von einem Jahrmarkt umrahmt wird, zieht jährlich mehrere tausend Besucher an.
Das Kranzelreiten zu Weitensfeld wurde 2016 von der UNESCO als Immaterielles Kulturerbe anerkannt. 

## Historischer Hintergrund

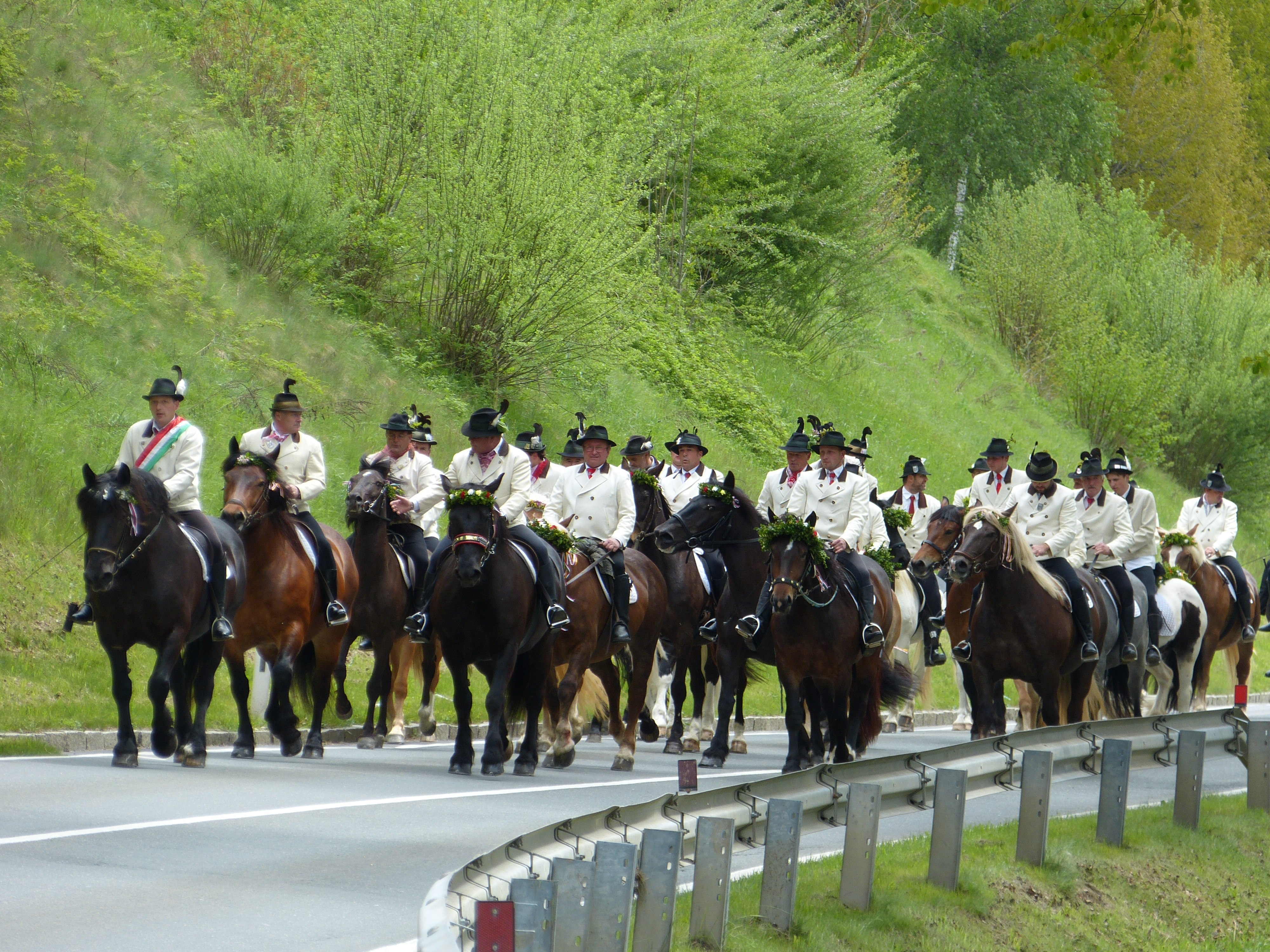
Pfingstsonntag: Reiter ziehen in die Nachbardörfer

Nach einer Sage sollen in den Jahren, als in Weitensfeld die Pest wütete, nur drei Bürgersöhne sowie ein Edelfräulein vom nahegelegenen Thurnhof die Seuche überlebt haben. Nach einem Wettlauf reichte das Edelfräulein dem Sieger die Hand zum Lebensbund. Daraus soll das Kranzelreiten als Erinnerungsbrauch entstanden sein und muss jährlich abgehalten werden. Würde es einmal ausbleiben, so bricht der Sage nach Unheil über den Markt hinein. Anlässlich eines solchen Falles kamen nach dieser Sage in der Nacht die Pesttoten geritten, was die Weitensfelder am nächsten Morgen an der von Huftritten aufgewühlten Marktstraße erkennen konnten.
Der älteste heute noch fassbare Bericht über das Kranzelreiten stammt aus der Carinthia aus dem Jahr 1814, die damals als Beilage der Klagenfurter Zeitung erschien; schon in diesem Bericht war von einem Jahrhunderte alten Brauch die Rede. Nach Berichten aus den Jahren 1867 und 1891 wurde dieser Brauch schon im Jahr 1567 urkundlich erwähnt, die historischen Dokumente seien allerdings bei den vielen Bränden, die Weitensfeld heimgesucht haben, vernichtet worden.
Der Sieger des Kranzellaufs darf die steinerne Jungfrau küssen, alle 25 Jahre (zuletzt 2022) eine lebende. Bis 1922 gab es nur alle 50 Jahre eine Jubiläumsjungfrau, seit nach dem Zweiten Weltkrieg 1947 eine weitere solche Veranstaltung „eingeschoben“ wurde, werden beim Kranzelreiten alle 25 Jahre Jungfrauen aus Fleisch und Blut geküsst.
Im  März 2016 nahm die Österreichische UNESCO-Kommission diese Kultur als Kranzelreiten zu Weitensfeld in das Verzeichnis des  nationalen immateriellen Kulturerbes in Österreich auf, in der Sparte Gesellschaftliche Praktiken, Rituale und Feste. Zweck dieser Ausweisung ist ein verbindlicher Schutz als lebendige Kulturtradition. 

## Ablauf

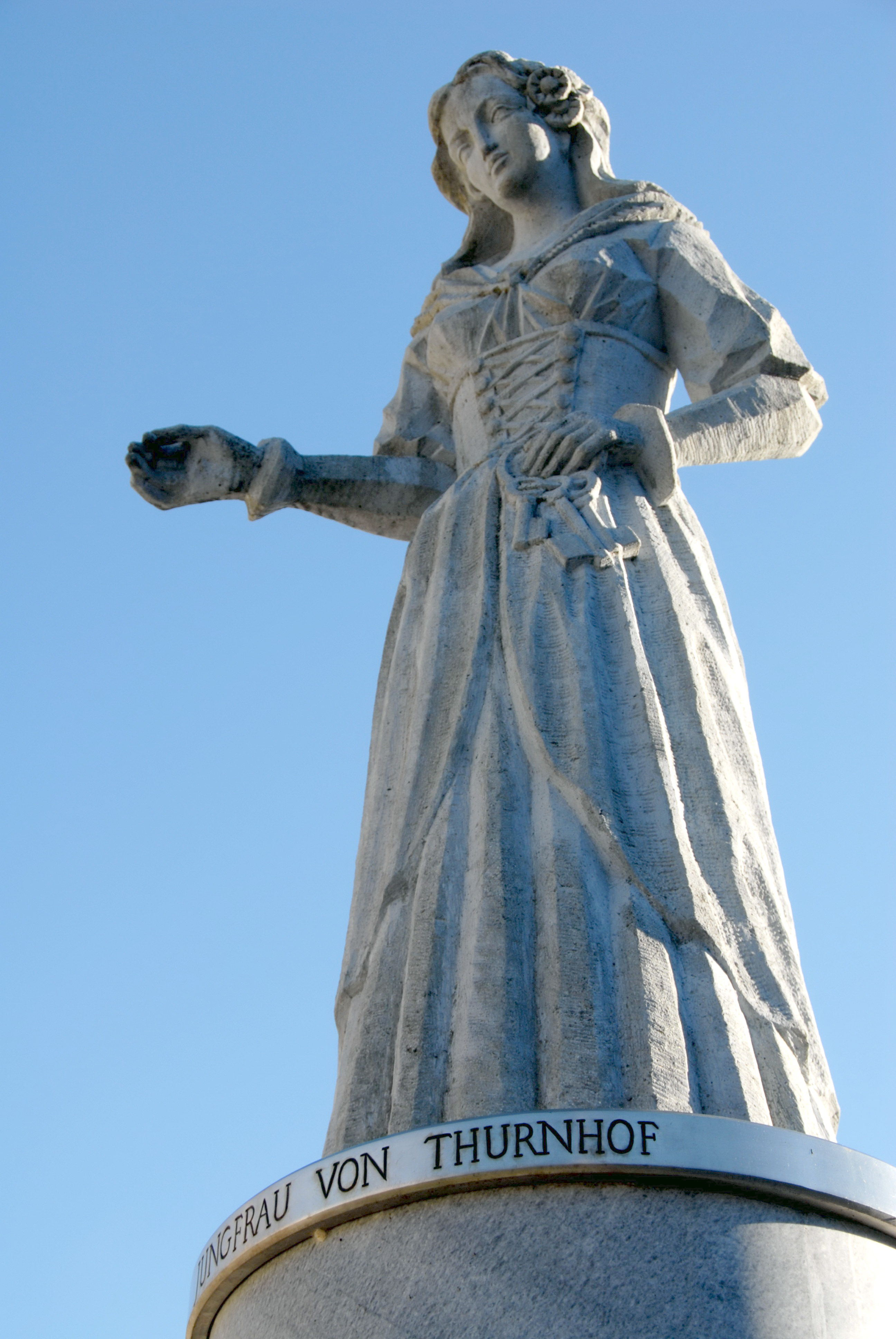
Die steinerne Jungfrau auf dem Weitensfelder Hauptplatz

Das Fest, das alljährlich mehrere tausend Besucher anlockt, spielt sich an den beiden Pfingsttagen ab. Zum ursprünglichen Brauch, dem Wettlauf um die Braut am Pfingstmontag, kamen im Lauf der letzten hundert Jahre Ergänzungen hinzu. 
Am Pfingstsonntag um 12 Uhr treffen sich die Kranzelreiter im Herzelehof, während die Weitensfelder Blaskapelle vom oberen in den unteren Markt marschiert und heimatliche Märsche spielt. Die Reiter ziehen daraufhin im gemächlichen Trab – jährlich wechselnd – in die benachbarten Dörfer Altenmarkt und Zweinitz, um die Menschen für den folgenden Tag einzuladen. Gegen 15 Uhr kehren sie nach Weitensfeld zurück, wo sie am Markttor von der Bevölkerung erwartet werden, um nun von Haus zu Haus zu ziehen. Bei jedem Haus bringt der Anführer ein Hoch auf die Bewohner aus, und die Reiter werden mit Wein, Schnaps und Backwerk bewirtet. Dabei werden humorvoller Weise die Ereignisse, die sich während des vergangenen Jahres im Haus ereignet haben, mit Gstanzln, lustigen Vierzeilern, besungen.
Am Pfingstmontag bildet ein großer Jahrmarkt den Rahmen für die Höhepunkte der Veranstaltung, den Wettritt und den Wettlauf. Um 14 Uhr versammeln sich die Reiter, der gesamte Hauptplatz ist dicht mit Menschen gefüllt, am dichtesten ist die Menge rund um die steinerne Marktjungfrau, die auf dem Ständer des Marktbrunnens steht. Die Plastik wurde 1977 vom Feistritzer Bildhauer Konrad Campidell angefertigt und ersetzte die ältere Holzfigur. Die zu diesem Anlass festlich geschmückte Figur wartet an diesem Tag auf den Sieger des Wettlaufes. Sie trägt ein weißes Kleid und eine rote Schärpe, ihr Haupt ziert ein Brautkranz, in der linken Hand trägt sie einen Schlüsselbund, in der rechten eine Pfingstrose.
Vom oberen Marktplatz reiten die Reiter auf ihren geschmückten Pferden drei Mal die Strecke bis zur steinernen Jungfrau im Galopp, was sinnbildlich für die Flucht vor der Pest oder deren Austreiben darstellen soll. Anschließend nehmen die drei Läufer, die wie die Braut mit weißer Kleidung und mit einer roten Schärpe bekleidet sind, Aufstellung. Drei der besten Reiter sprengen voran, um Platz zu schaffen und hinter den Läufern galoppieren die übrigen Reiter her. Der Wettlaufsieger besteigt anschließend das Siegerpferd und reitet, flankiert von den beiden anderen Läufern, zur Jungfrau am Marktbrunnen, steigt mit Hilfe einer Leiter zur Jungfrau empor, umarmt und küsst sie. Danach tanzen die Läufer mit vor dem Jungfrauenbrunnen stehenden Mädchen den eigens dafür komponierten Walzer Jungfrauenkuss (Gurktaler Walzer).